# Союз Братств і Сестрицтв в Америці
Союз Братств і Сестрицтв в Америці — об'єднання українських католицьких прицерковних організацій, заснованих на зразок історичних братств.
Союз постав на з'їзді у Філядельфії 5 серпня 1976 року. Членами-засновниками були 15 братств і сестрицтв з фізичним членством близько 600. Осідок у Чикаго. Голова — Василь Маркусь. Неперіодичний бюлетень «Братський Листок».